# Neochactas orinocensis
Espèce
Synonymes
- Broteochactas orinocensis Scorza, 1954

Neochactas orinocensis est une espèce de scorpions de la famille des Chactidae.

## Distribution
Cette espèce est endémique du Venezuela. Elle se rencontre dans les États de Delta Amacuro et de Bolívar.

## Systématique et taxinomie
Cette espèce a été décrite sous le protonyme Broteochactas orinocensis par Scorza en 1954. Elle est placée dans le genre Neochactas par Soleglad et Fet en 2003.

## Étymologie
Son nom d'espèce, composé de orinoc[o] et du suffixe latin -ensis, « qui vit dans, qui habite », lui a été donné en référence au lieu de sa découverte, l'Orénoque.

## Publication originale
- Scorza, 1954 : Dos especies nuevas de alacranes de Venezuela. Novedades Cientificas Museo de Historia Natural La Salle, Serie Zoologica, Caracas, no 12, p. 1-11.